# Cv Camaquã (C-6)
Cv Camaquã (C-6) foi um navio tipo corveta, da Classe Carioca, que serviu na Marinha do Brasil.

## História
Lançado como navio caça-minas em  16 de setembro de 1939, foi transformado em corveta. Atuou no serviço de patrulhamento da costa durante a Segunda Guerra Mundial. Veio a soçobrar em 21 de julho de 1944 nas costas de Pernambuco em consequência de mar agitado.